# La Queue-en-Brie

La Queue-en-Brie este o comună în departamentul Val-de-Marne, Franța. În 2009 avea o populație de 11,315 de locuitori.